# Джеймс, Джеральдин
Джеральди́н Джеймс (англ. Geraldine James, род. 6 июля 1950, Мейденхед, Беркшир) — английская актриса.
В 1989 году Джеймс получила Кубок Вольпи за лучшую женскую роль на Венецианском кинофестивале за «Она была далеко». Год спустя за роль Порции в бродвейском возрождении (1989) «Венецианского купца» она была номинирована на «Тони» и получила премию «Драма Деск». Она также была четыре раза номинирована на премию British Academy Television Awards. Театральный режиссёр Питер Холл назвал Джеральдин Джеймс едва ли не лучшей английской классической актрисой.
Джеймс сыграла в таких фильмах, как «Ганди» (1982), «Нортенгерское аббатство» (2007), «Шерлок Холмс» (2009) и «Шерлок Холмс: Игра теней» (2011), «Алиса в Стране чудес» (2010) и «Алиса в Зазеркалье» (2016), «Сделано в Дагенхэме» (2010), «Девушка с татуировкой дракона» (2011), «Артур. Идеальный миллионер» (2011) и «45 лет» (2015).

## Ранняя жизнь и образование
Джеймс родилась в Мейденхеде, Беркшир, в семье кардиолога. Она училась в Дауни-хаус, независимой школе в Ньюбери, Беркшир. После выпуска из Драма-центра в Лондоне в 1973 году, она начала строить карьеру в репертуарном театре.

## Личная жизнь
- Муж (с 1986) — Джозеф Блэтчли (род. 1948)

- дочь Элли Блэтчли (род. 1985)

## Фильмография

### Фильмы
- The Dumb Waiter (1979) в роли Салли
- Мерзавцы (1980) в роли жены Ричи
- Sweet William (1980) в роли Памелы
- Ганди (1982) в роли Мирабен
- Верзила (1989) в роли Кармен
- The Wolves of Willoughby Chase (1989) в роли миссис Гертруды Брискет
- Повелитель теней (1991) в роли Ребекки Осорио
- Если бы взгляды могли убивать (1991) в роли Вендетты Галанте
- Мост (1992) в роли миссис Тодд
- Words Upon the Window Pane (1994) в роли миссис Хендерсон
- Молл Флэндерс (1996) в роли Эдны
- Человек, который знал слишком мало (1997) в роли доктора Людмилы Кропоткин
- Ангел из будущего (2002) в роли Сьюзен Хиггинс
- Девочки из календаря (2003) в роли Мари
- Нортенгерское аббатство (2007) в роли Джейн Остин (голос)
- Шерлок Холмс (2009) в роли миссис миссис Хадсон
- Алиса в Стране чудес (2010) в роли леди Эскот
- Сделано в Дагенхэме (2010) в роли Конни
- Девушка с татуировкой дракона (2011) в роли Сесилии Вангер
- Артур. Идеальный миллионер (2011) в роли Вивьен Бак
- Шерлок Холмс: Игра теней (2011) в роли миссис миссис Хадсон
- 45 лет (2015) в роли Лены
- Алиса в Зазеркалье (2016) в роли леди Эскот
- Изгой-один. Звёздные войны: Истории (2016) в роли Блю 3
- Зверь (2017) в роли Хилари
- Меган Ливи (2017) в роли доктора Турбевилль
- Аббатство Даунтон (2019) в роли королевы Марии
- Благословление (TBA)

### Телесериалы
- Летучий отряд Скотланд-Ярда (1976) в роли Ширли Гласс
- Dummy (1977) в роли Сандра Икс
- The History Man (1980) в роли Барбара Кирк
- I Remember Nelson (1981) в роли Эмма Гамильтон
- Драгоценность в короне (1984) в роли Сара Лейтон
- Блотт в помощь (1985) в роли леди Мод Линчвуд
- Инспектор Морс (1991) в роли Хелен Филд
- Кукольный дом (1992) в роли Кристина Линд
- Банда золота (1995—1997) в роли Роуз Гаррети
- Кавана (1995—1999) в роли Элеанор Харкер
- Ребекка (1997) в роли Беатрис
- Грехи (2000) в роли Глория Грин
- Большая игра (2003) в роли Иванн Шапс
- Ведьма (2004) в роли Лилит Хьюс
- Он так и знал (2004) в роли леди Роули
- Пуаро Агаты Кристи: После похорон (2005) в роли Хелен Абернети
- Потрясающая миссис Притчард (2006) в роли Хилари Рис-Бенсон
- Карьера продажной женщины (2006) в роли матушка Нидхэм
- Древний Рим: Расцвет и падение империи (2006) в роли Корнелии
- Heist (2008) в роли Джоанны
- Маленькая Британия (2008) в роли Селии Пинчер
- 13 шагов вниз (2012) в роли Гвендолин
- Утопия (2013) в роли Милнер
- Энн (2017) в роли Мариллы Катберт
- Возвращение к жизни в роли Кэролайн Маттесон
- Укрытие (2023) в роли мэра Рут Янс

## Награды и номинации
| Год  | Награда                           | Категория                           | Работа                 | Результат | Ист.        |
| ---- | --------------------------------- | ----------------------------------- | ---------------------- | --------- | ----------- |
| 1977 | British Academy Television Awards | Лучшая актриса                      | Dummy                  | Номинация | [ 5 ] [ 6 ] |
| 1984 | British Academy Television Awards | Лучшая актриса                      | Драгоценность в короне | Номинация |             |
| 1989 | Венецианский кинофестиваль        | Кубок Вольпи за лучшую женскую роль | Она была далеко        | Победа    | [ 7 ] [ 8 ] |
| 1990 | Драма Деск                        | Лучшая актриса в спектакле          | Венецианский купец     | Победа    |             |
| 1990 | Тони                              | Лучшая актриса в спектакле          | Венецианский купец     | Номинация |             |
| 1995 | British Academy Television Awards | Лучшая актриса                      | Банда золота           | Номинация |             |
| 2000 | British Academy Television Awards | Лучшая актриса                      | Грехи                  | Номинация | [ 6 ]       |

- В 2003 году Джеймс стала кавалером Ордена Британской империи.